# Mackenzie Crook
Paul Mackenzie Crook (ur. 29 września 1971 w Maidstone) – brytyjski aktor, scenarzysta, reżyser i komik. Laureat nagrody BAFTA za najlepszy scenariusz w serialu komediowym. Znany z roli asystenta dyrektora Garetha Keenana w sitcomie BBC Biuro (The Office, 2001–2004). Wystąpił także jako Ragetti z serii filmów przygodowych Piraci z Karaibów i w roli Orella w serialu HBO Gra o Tron (2013). Jest twórcą i gwiazdą jako Andy Stone w serialu komediowym z jedną kamerą BBC Four Detektoryści (Detectorists, 2014–2017).

## Życie prywatne
We wrześniu 2001 ożenił się z Lindsay Crook. Mają dwoje dzieci: syna Jude’a (ur. 17 stycznia 2003) i córkę Scout Elizabeth (ur. 24 grudnia 2007).

## Filmografia

### Aktor
- 1996: Man Who Fell in Love with a Traffic Cone!, The jako mężczyzna
- 1998: 11 godzinny pokaz (11 O’Clock Show, The) jako on sam
- 1998: Szalona kapela (Still Crazy) jako holenderski dzieciak
- 1998: Barking – różne role
- 2001: TV to Go
- 2001–2003: Biuro (Office, The) jako Gareth Keenan
- 2002: Ant Muzak jako Gary Tibbs
- 2002: Zgromadzenie (Gathering, The)
- 2003: Piraci z Karaibów: Klątwa Czarnej Perły (Pirates of the Caribbean: The Curse of the Black Pearl) jako Ragetti
- 2004: Peter Sellers: Życie i śmierć (Life and Death of Peter Sellers, The) jako sprzedawca samochodów
- 2004: Kupiec Wenecki (Merchant of Venice, The) jako Launcelot Gobbo
- 2004: Wojak Churchill (Churchill: The Hollywood Years) jako Jimmy Charoo
- 2004: Życie seksualne dostawców ziemniaków (Sex Lives of the Potato Men) jako Ferris
- 2004: Marzyciel (Finding Neverland) jako pan Jaspers – Usher
- 2005: Spider-Plant Man jako naukowiec
- 2005: Nieustraszeni bracia Grimm (Brothers Grimm, The) jako Hidlick
- 2006: Miszmasz na dziś (Modern Toss, serial animowany) (głos)
- 2006: Rewolta (Land of the Blind) jako wydawca
- 2006: Piraci z Karaibów: Skrzynia umarlaka (Pirates of the Caribbean: Dead Man's Chest) jako Ragetti
- 2007: Słodka jak cukierek (I Want Candy) jako Dulberg
- 2007: Röllin sydän jako Rolli (ang. głos)
- 2007: Piraci z Karaibów: Na krańcu świata (Pirates of the Caribbean: At World's End) jako Ragetti
- 2008: 3 and Out jako Paul Callow
- 2008: City of Ember jako Looper
- 2009: Kumple (Skins) jako Johnny White
- 2009: Solomon Kane: Pogromca zła (Solomon Kane) jako ojciec Michael
- 2011: Żelazny rycerz jako Daniel Marks
- 2011: Wymarzona pogoda na ślub (Cheerful Weather for the Wedding) jako David Dakin
- 2013: Na orbicie długo i szczęśliwie (Orbit Ever After) jako Tata
- 2013–2014: Almost Human jako Rudy Lom
- 2013: Masz talent! (One Chance) jako Braddon
- 2013: Gra o tron (Game of Thrones) jako Orell
- 2013: Teresa Raquin (In Secret) jako Grivet
- 2014: Detektoryści (Detectorists) jako Andy
- 2014: Muppety: Poza prawem (Muppets Most Wanted) jako Strażnik w Muzeum Prado
- 2015: Ordinary Lies jako Pete
- 2017: Eat Locals jako Larousse
- 2018: Krzysiu, gdzie jesteś? (Christopher Robin) jako sprzedawca gazet
- 2018–2019: Brytania (Britannia): Veran
- 2019: Tales from the Lodge jako Joe

### Scenariusz
- 2005: Popetown
- 2014: Detektoryści (Detectorists) jako Andy